# Жасур Матчанов
Матчанов Жасур Матякубович (узб. Jasur Matchanov; 15 березня 1984, Ташкент) — узбецький боксер, призер чемпіонату світу, чемпіонатів Азії та Азійських ігор.

## Аматорська кар'єра
2002 року Жасур Матчанов став бронзовим призером молодіжного чемпіонату світу.
2004 року став бронзовим призером чемпіонату світу серед військовослужбовців.
2005 року став срібним призером чемпіонату Азії, а на чемпіонаті світу 2005 завоював бронзову медаль.
- В 1/16 фіналу переміг Хосе Паяреса (Венесуела) — 26-20
- В 1/8 фіналу переміг Клементе Руссо (Італія) — 16-13
- У чвертьфіналі переміг Віталіюса Субачіуса (Литва) — 29-16
- У півфіналі програв Ельчин Алізаде (Азербайджан) — 19-25

2006 року Жасур Матчанов завоював срібні медалі на чемпіонаті світу серед військовослужбовців і Азійських іграх.
2007 року став бронзовим призером чемпіонату Азії, а на чемпіонаті світу 2007 програв у першому бою.
Не зумів пройти відбів на Олімпійські ігри 2008.
Після завершення кар'єри став спортивним функціонером.